# Justicia antirrhina
Justicia antirrhina es una especie de planta floral del género Justicia, familia Acanthaceae.

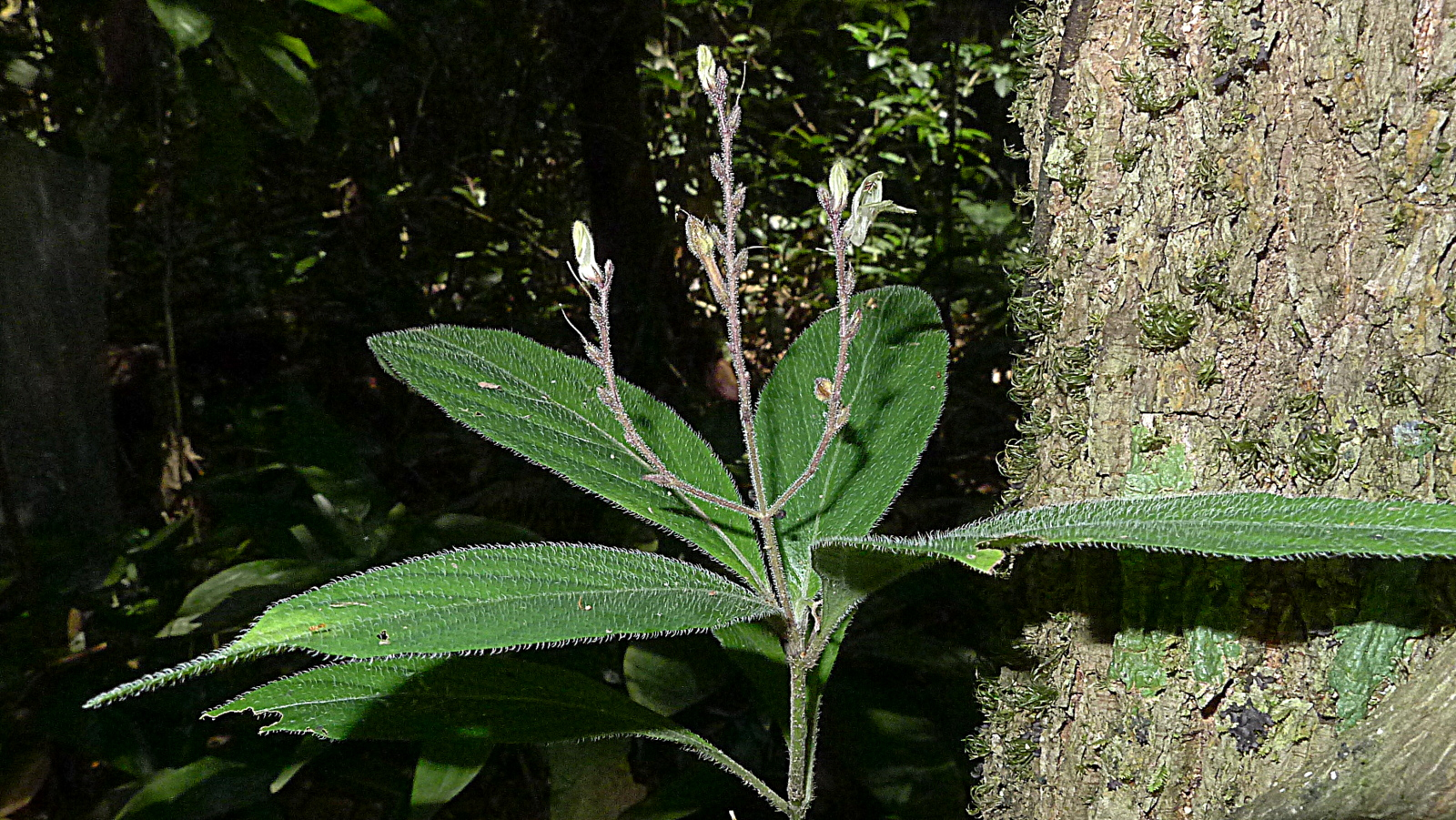
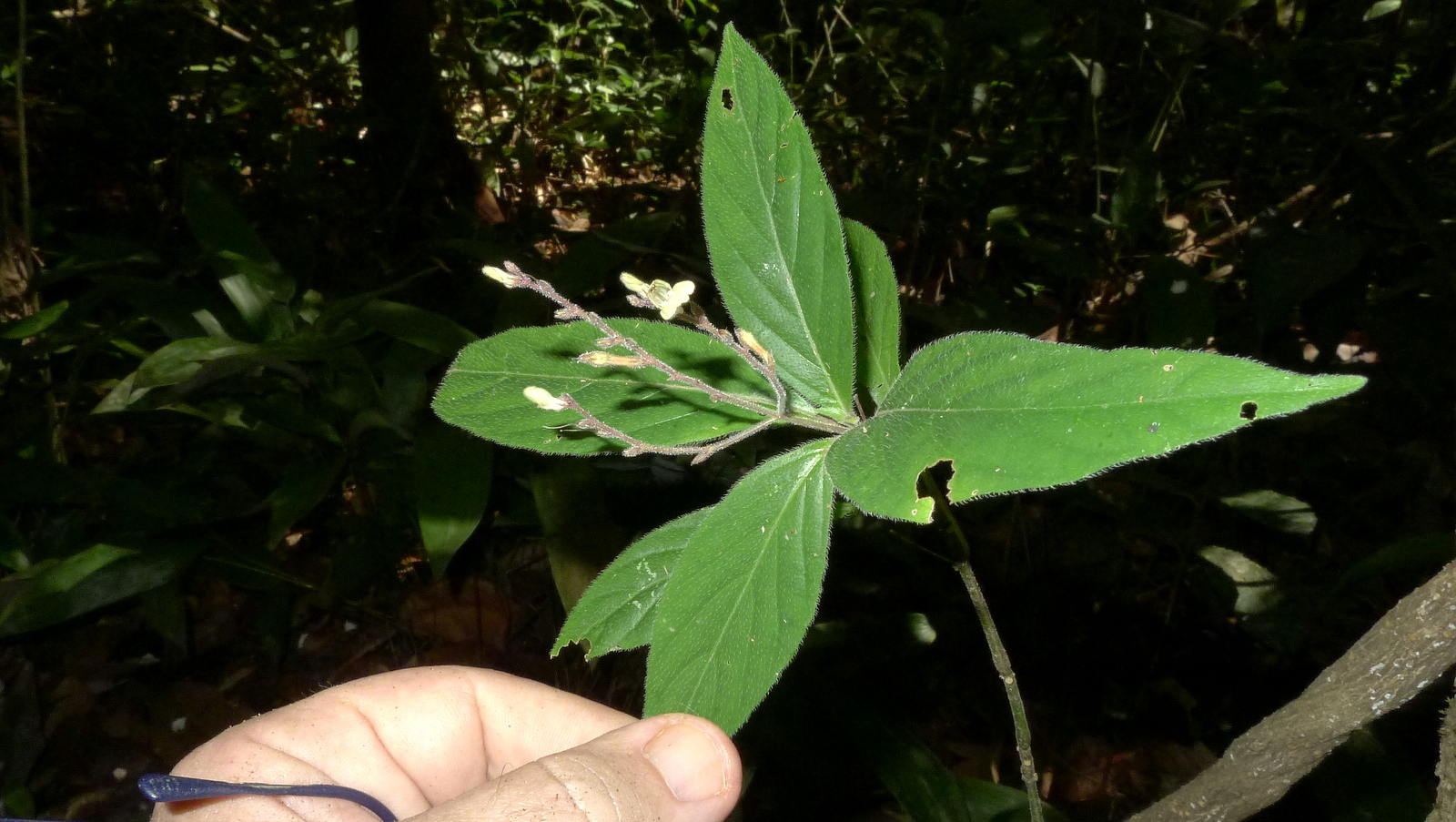
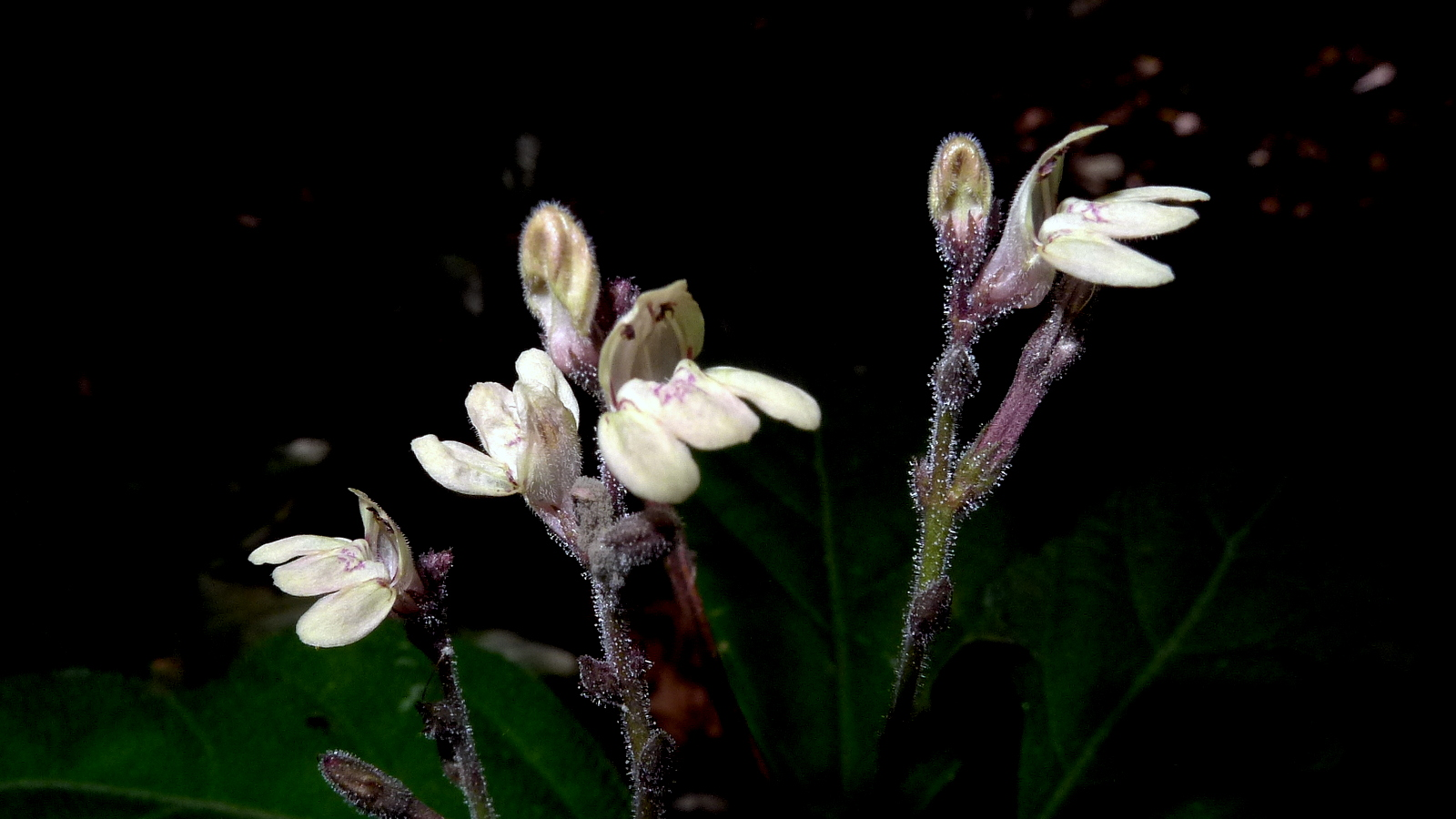
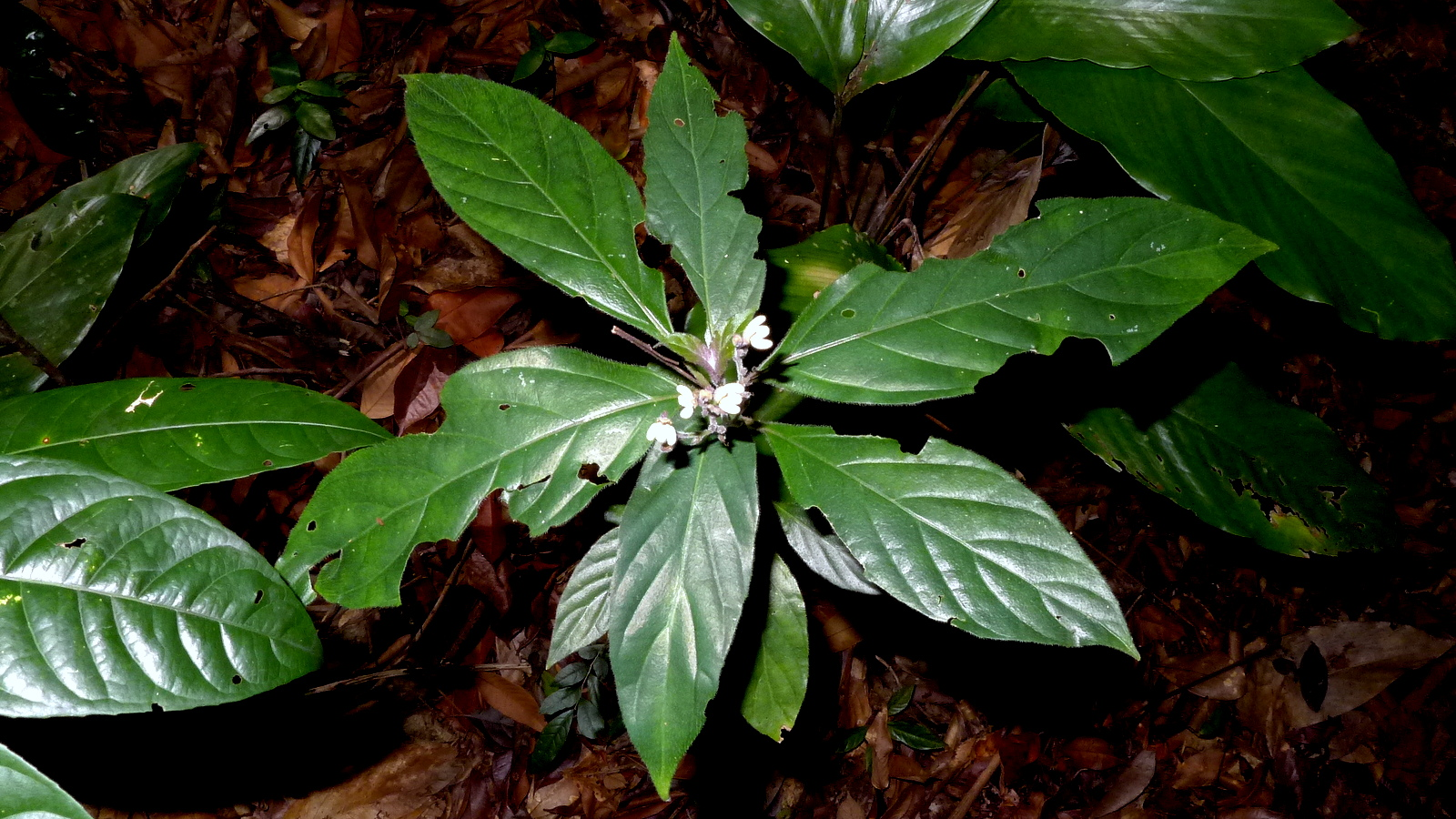

Es nativa del Nordeste de Brasil.